# Campionati europei di ciclismo su strada 2011 - Cronometro femminile Junior
La cronometro femminile Junior dei Campionati europei di ciclismo su strada 2011 si è svolta il 15 luglio 2011 in Italia, con partenza da Acquaviva Picena ed arrivo ad Offida, su un percorso totale di 15,1 km. La medaglia d'oro è stata vinta dall'italiana Rossella Ratto con il tempo di 21'45"89 alla media di 41,63 km/h, argento alla francese Mathilde Favre e a completare il podio la russa Svetlana Kaširina.
Partenza con 25 cicliste, delle quali 24 completarono la gara.

## Classifica (Top 10)
| Pos. | Corridore                 | Squadra     | Tempo     |
| ---- | ------------------------- | ----------- | --------- |
| 1    | Rossella Ratto            | Italia      | 20'48"33  |
| 2    | Mathilde Favre            | Francia     | a 11"64   |
| 3    | Svetlana Kaširina         | Russia      | a 15"52   |
| 4    | Maria Giulia Confalonieri | Italia      | a 29"76   |
| 5    | Alexandra Chekina         | Russia      | a 31"88   |
| 6    | Hannah Barnes             | Regno Unito | a 46"21   |
| 7    | Irene Usabiaga Balerdi    | Spagna      | a 51"85   |
| 8    | Ksenia Dobrynina          | Russia      | a 55"18   |
| 9    | Silvija Latozaite         | Lituania    | a 1'26"39 |
| 10   | Katarzyna Niewiadoma      | Polonia     | a 1'29"32 |